# Universidade Paris Nanterre
A Universidade Paris Nanterre (em francês: Université Paris Nanterre), anteriormente conhecida como Universidade Paris X, é uma das treze universidades sucessoras da antiga Universidade de Paris.
O campus da universidade é segundo maior da França. Oferece cursos nas seguintes áreas: artes, letras e línguas; direito, economia e gestão; ciências humanas e sociais; ciências, tecnologias e saúde.

## Alunos notáveis
- Emmanuel Macron, Presidente da França
- Nicolas Sarkozy, 23º Presidente da França
- Dominique de Villepin, antigo primeiro-ministro da França
- Brice Hortefeux, ministro da imigração
- Daniel Cohen, economista e jornalista do jornal Le Monde
- Daniel Cohn-Bendit, líder da revolução estudantil de Maio de 68 e membro do parlamento europeu
- Christine Lagarde, Diretora-Gerente do FMI
- Jean-Jacques Aillagon, antigo ministro da cultura
- Jean-Luc Marion, filósofo
- Olivier Besancenot, atual líder da Ligue communiste révolutionnaire
- Manuel Pinho, político e economista português
- Olivier Duhamel, professor de Direito e antigo membro do parlamento europeu
- Bruno Gollnisch, membro do parlamento europeu
- Marie-France Stirbois, antigo membro do parlamento francês
- Guy Carcassonne, expert em Direito Constitucional
- Luc Brisson, filósofo
- Leonardo López Luján, arqueólogo mexicano
- Alain Farshian, freelance jornalista de diversos jornais
- Vincent Bolloré, CEO da Bolloré, é a 451ª pessoa mais rica do mundo
- Sylvie Germain, escritora